# 기타시라카와역
기타시라카와역(일본어: 北白川駅)은 일본 미야기현 시로이시시에 있는 동일본 여객철도 도호쿠 본선의 역이다. 단선 · 섬식의 형태를 합친 복합 구조의 철도 역사이며, 시로이시자오역 관리의 무인역이다.

## 타는 곳
| 1 | ■ 도호쿠 본선 | (하행) | 이와누마 · 나토리 · 센다이 방면     |
| 2 | ■ 도호쿠 본선 | (상행) | 시로이시 · 후쿠시마 · 고리야마 방면 |

## 역 주변
- 시라카와 강
- 미야기 현립 시로이시 고등기술 전문학교

## 인접 정차역
| 도호쿠 본선                  | 도호쿠 본선   | 도호쿠 본선          |
| ---------------------------- | ------------- | -------------------- |
| 히가시시로이시 후쿠시마 방면 | ■ 도호쿠 본선 | 오가와라 센다이 방면 |